# 多斯基 (密西西比州)
多斯基（英語：Doskie）是位於美國密西西比州蒂肖明戈縣的非建制地區。

## 歷史
多斯基的郵局於1902年設立，其後於1904年停運。

## 地理
多斯基所處的海拔為高於海平面138米（即456英呎），而該地所採用的時區為UTC-6，即北美中部時區（CST）。同時該地設有夏令時間，為UTC-6調快一小時，即UTC-5（CDT）。